# Den första vikingaattacken mot England
Den första dokumenterade vikingaattacken i England skedde nära Dorchester vid Englands sydkust någon gång 786-793, då tre krigsskepp attackerade en hamn. 
Denna attack omtalas i "Anglo-Saxon Chronicle" under året 787:
”787. Detta året tog kung Bertric Edburga, dotter till Offa till sin hustru. Och i hans dagar kom de första tre skeppen med nordmän från rövarnas land. Sheriffen red då dit för att ta dem till kungens stad eftersom han inte visste vad de var för människor och han blev där ihjälslagen. Dessa var de första skepp med danska män som sökte sig till England.”
I denna version av krönikan omtalas visserligen inte platsen men i en annan version berättas att sheriffen, vars namn var Beaduheard, befann sig i staden Dorchester i Wessex när han fick meddelandet om danskarnas ankomst. Även om händelsen ställts samman med året 787 framgår det en osäkerhet i texten om det exakta datumet. Skribenten omtalar nämligen att det skedde i kung Bertrics (Brihtsics) regeringstid, det vill säga 786-802. Eftersom han emellertid omtalar att detta var första gången som nordbor slog till, så torde händelsen alltså ha skett före attacken på Lindisfarne kloster, således någon gång i perioden 786-793.